# Mesostruma turneri
Mesostruma turneri är en myrart som först beskrevs av Auguste-Henri Forel 1895.  Mesostruma turneri ingår i släktet Mesostruma och familjen myror. Inga underarter finns listade i Catalogue of Life.

## Bildgalleri

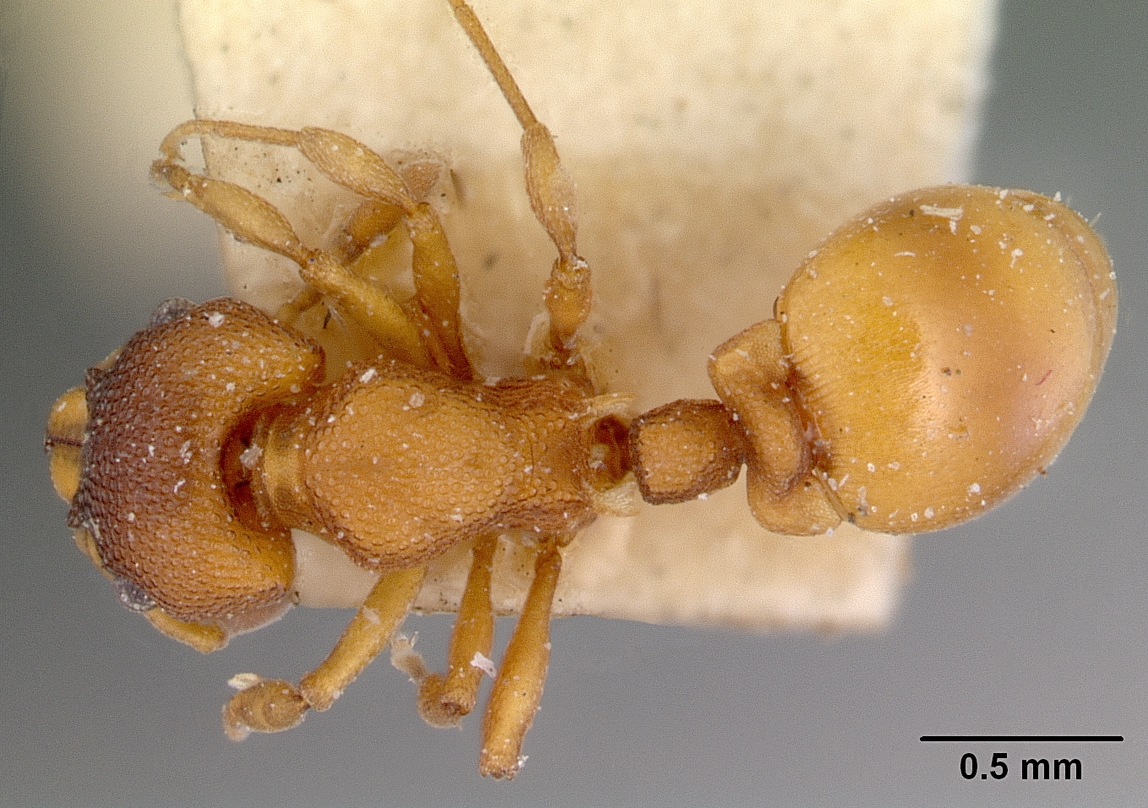
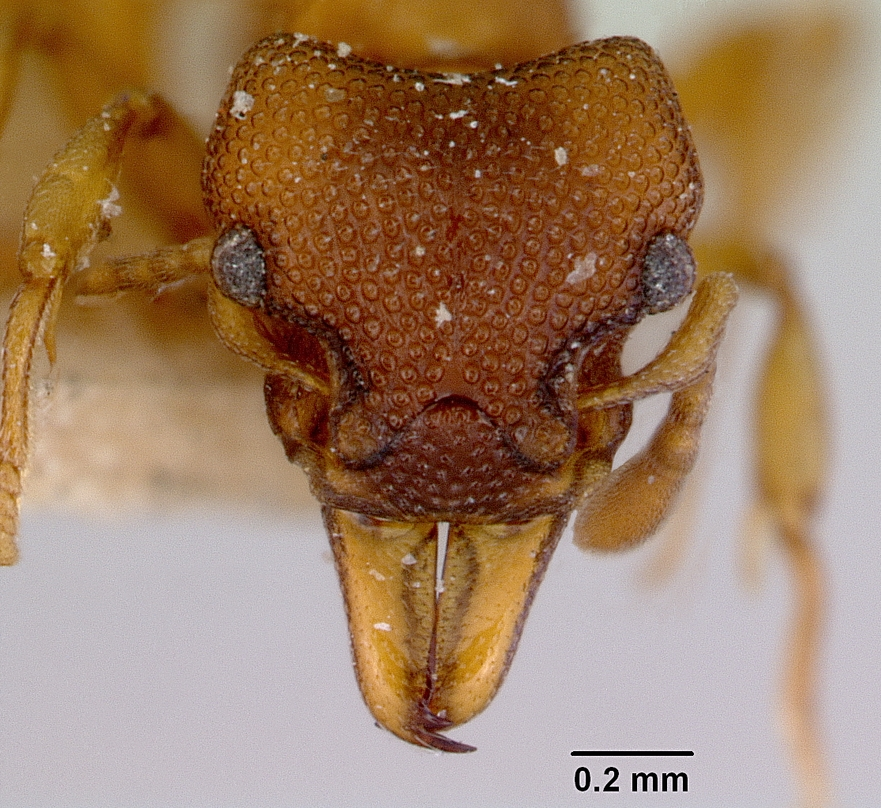
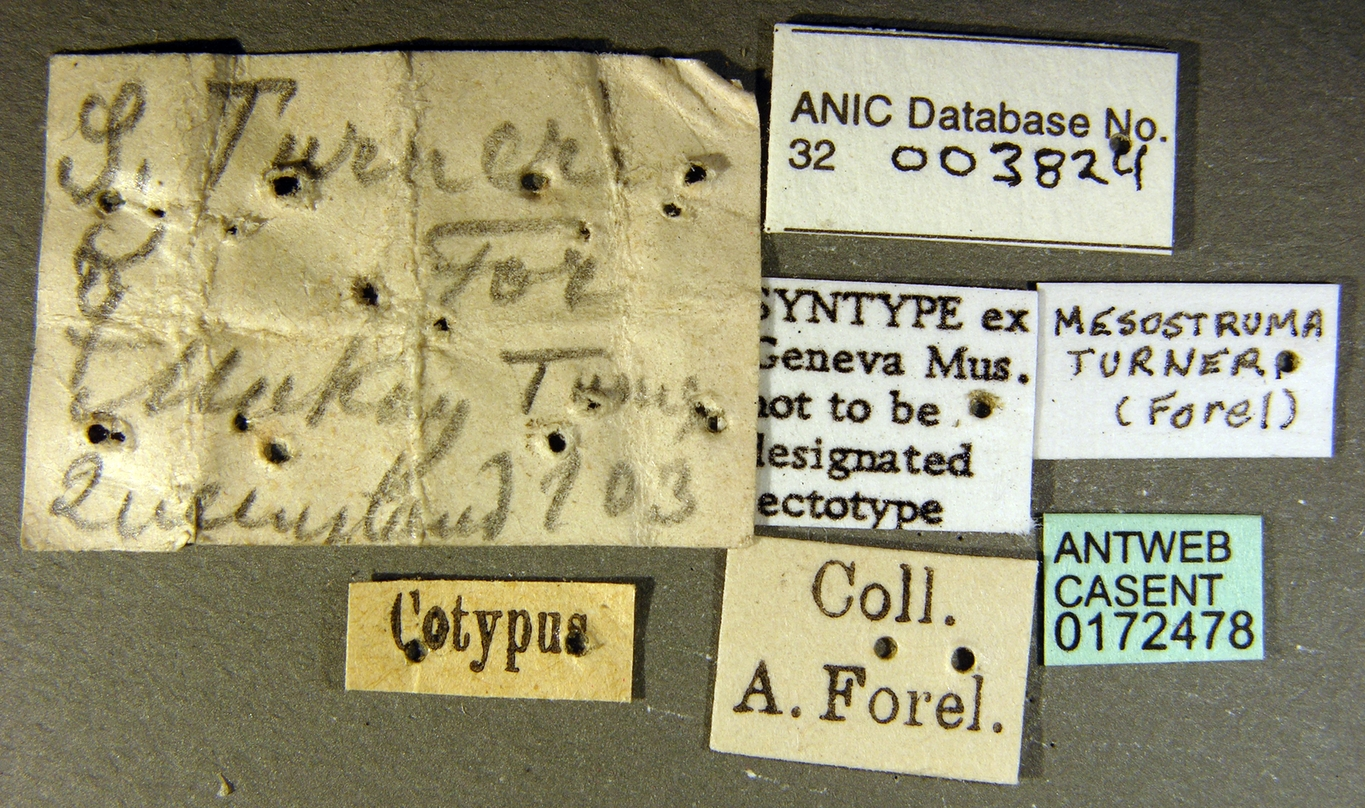
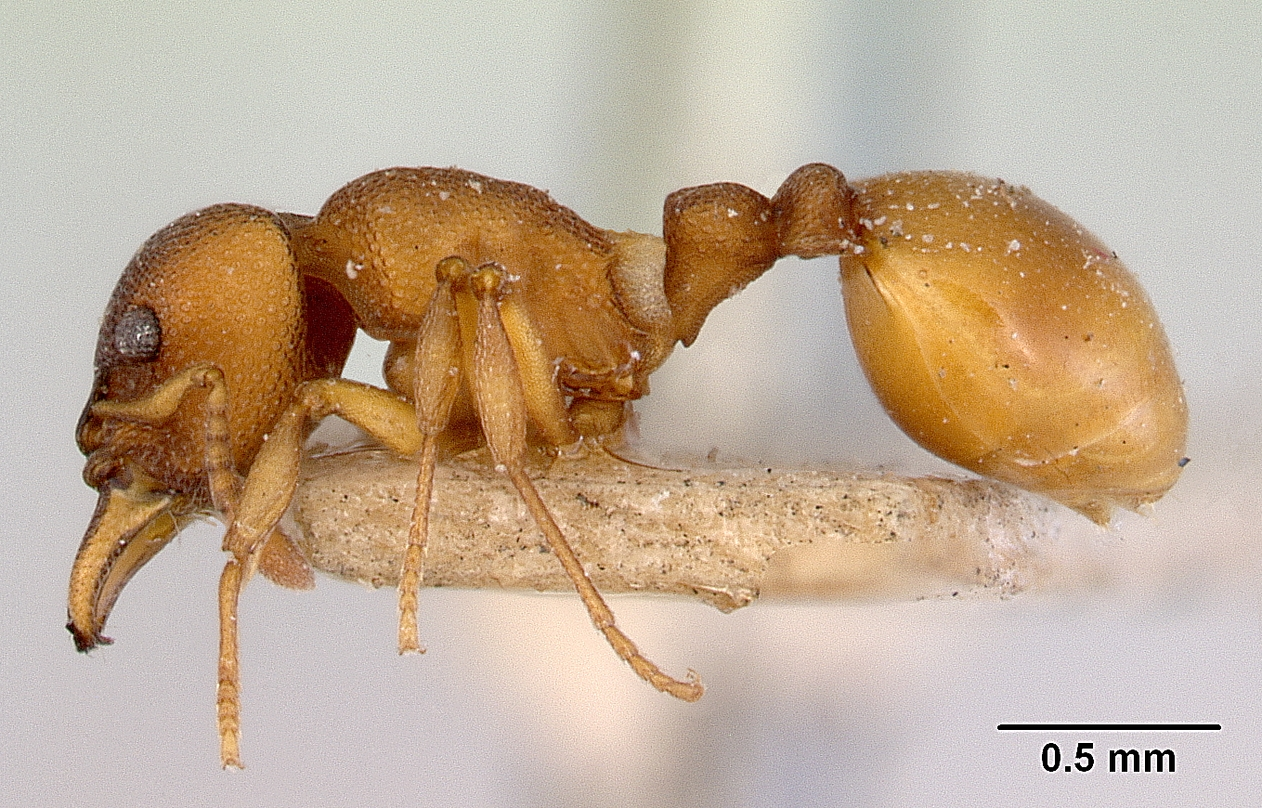